# 玉井定時
玉井 定時（たまい さだとき）は、江戸時代前期の奈良奉行所の与力。『庁中漫録』・『元禄年間山陵記録』・『大和名勝志』の執筆者。

## 略歴
正保3年（1646年）奈良奉行所の与力、井関六大夫の長男として誕生。若い頃は大和国郡山藩に仕えて大和各地の文献や伝承を調査した。延宝7年（1679年）33歳の時、父の跡を継いで与力になった。
天和2年（1682年）奈良奉行に大関増公が着任、翌年改姓を命じられ、玉井姓となった。姓のうちに“関”があったからである。奉行所では執務のために関係資料を収集する必要が生じたため、定時にも文献調査とその記録が命じられた。奉行所を退職した後は、大和の地誌である大和名勝志全16巻を完成させ、享保5年（1720年）に75歳で世を去った。